# Euptychia brixiola
Euptychia brixiola är en fjärilsart som beskrevs av Butler 1866. Euptychia brixiola ingår i släktet Euptychia och familjen praktfjärilar. Inga underarter finns listade i Catalogue of Life.